# Tírvia
Tírvia (spanisch Tirvia) ist eine katalanische Gemeinde (Municipio) mit 144 Einwohnern (Stand: 2024) in der Provinz Lleida im Nordosten Spaniens. Sie ist Teil der Comarca Pallars Sobirà. Die Gemeinde besteht neben dem namensgebenden Hauptort Tírvia aus den Ortschaften La Bana und Terveu. 

## Lage
Tírvia liegt in den Pyrenäen etwa 105 Kilometer nordnordöstlich von Lleida in einer Höhe von ca. 990 m nahe der Grenze zu Frankreich. Die Gemeinde wird vom Noguera de Cardós durchflossen. Ein Teil der Gemeinde liegt im Nationalpark Aigüestortes i Estany de Sant Maurici. 

## Einwohnerentwicklung
| 1970 | 1981 | 1991 | 2001 | 2011 | 2021 |
| ---- | ---- | ---- | ---- | ---- | ---- |
| 133  | 91   | 107  | 125  | 160  | 131  |

## Sehenswürdigkeiten
- Felixkirche

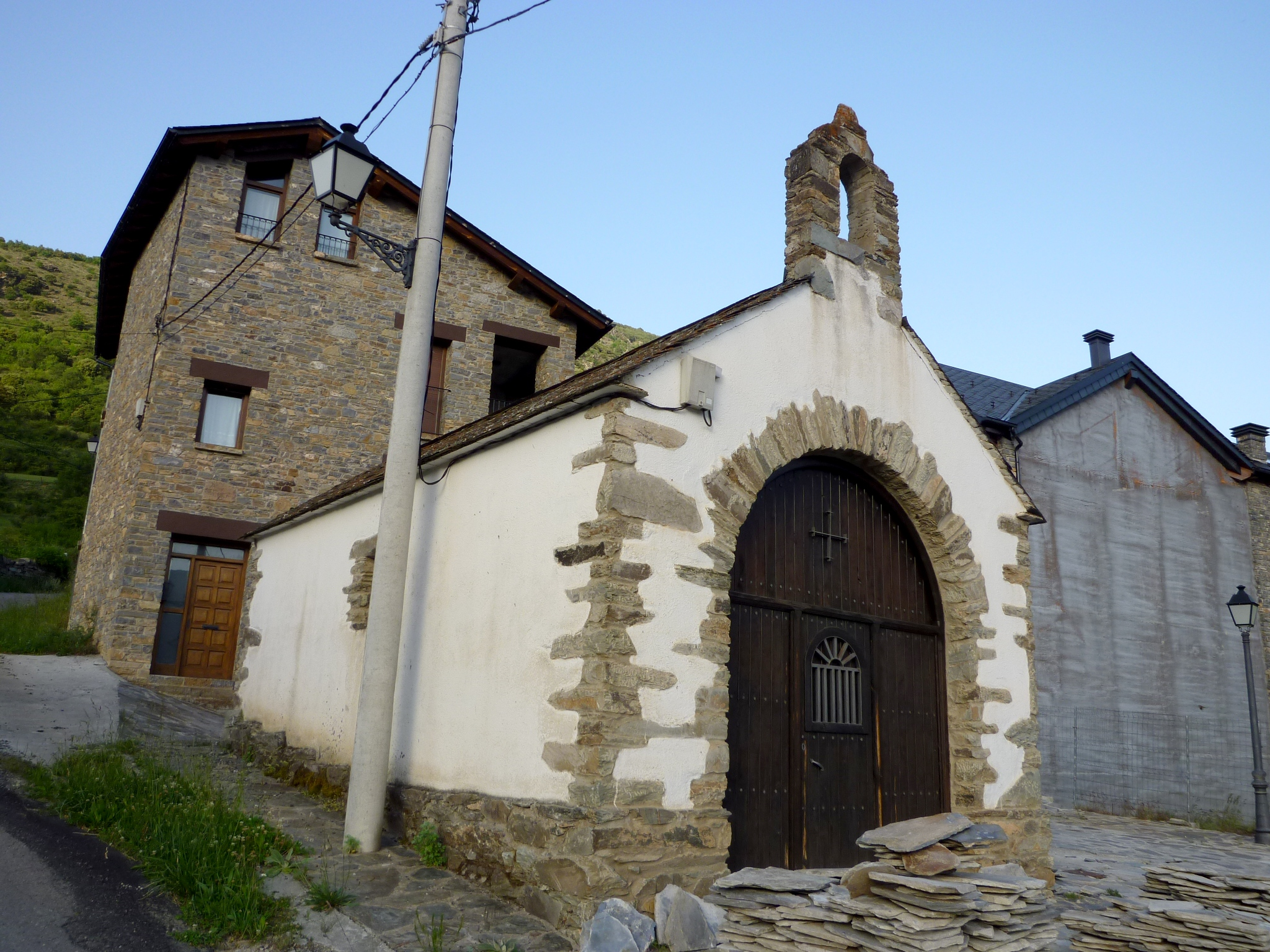
Johanniskapelle
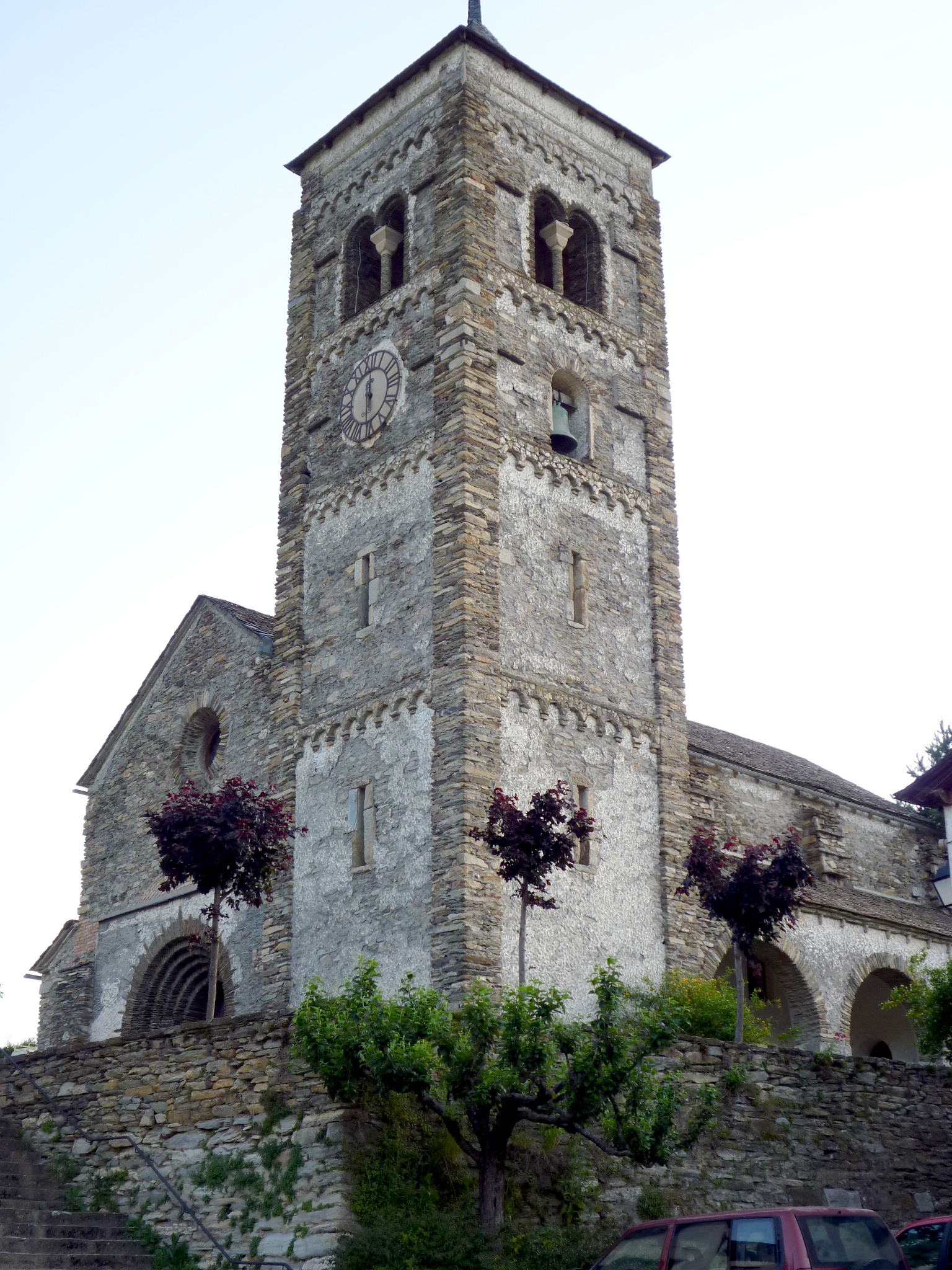
Felixkirche
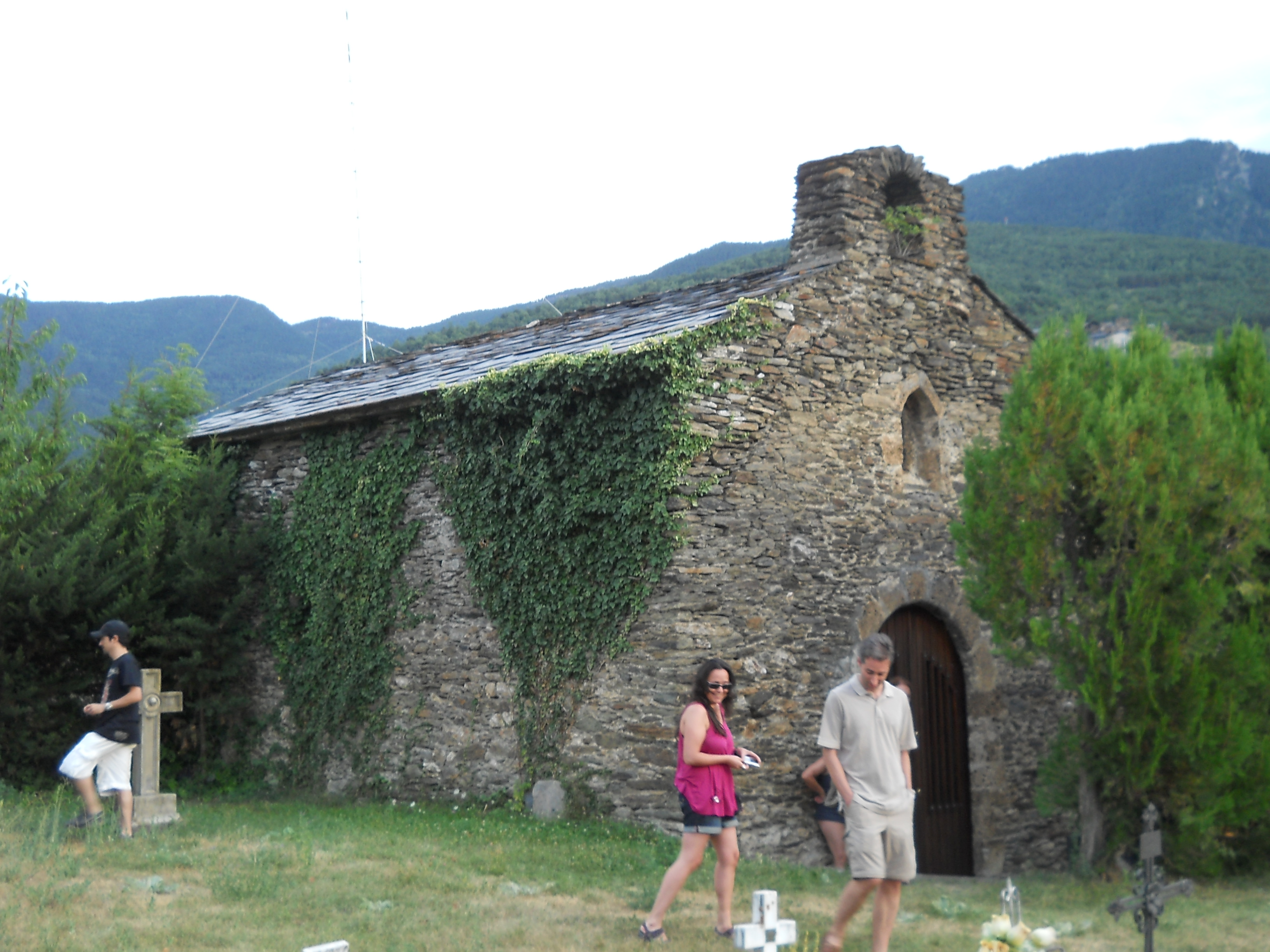
Marienkapelle

- Johanniskapelle
- Felixkirche
- Marienkapelle